# A Serbian Film
Pour plus de détails, voir Fiche technique et Distribution.
A Serbian Film (en serbe : Српски филм : Srpski film) est un film d'horreur serbe et le premier long métrage réalisé par Srdjan Spasojevic, mettant en vedette les acteurs serbes Srdjan Todorovic et Sergej Trifunovic, sorti en 2010.
L'extrême violence et la brutalité rare de ce film et son statut de torture porn repoussant toutes les limites de ce que est moralement décent lui vaut d'être interdit dans 46 pays et d'être figuré par de nombreuses personnes comme l'un des films les plus horribles et traumatisants de tous les temps,.
Le film suit Miloš, un ancien acteur du cinéma X, qui tente de survivre péniblement avec sa famille dans la suspicion et le doute. Un jour, une ex-collègue lui présente Vukmir, un cinéaste aussi mystérieux que charismatique, qui lui propose un rôle qui le mettra à l'abri du besoin. Ignorant tout du film auquel il doit participer, Miloš accepte et scelle un pacte qui l’entraînera bien au-delà de l'enfer.
Au-delà des spectateurs, plusieurs gouvernements se sont opposés à la projection du long-métrage, estimant qu'il violait la législation ou faisait l'apologie de pratiques illégales. C'est notamment le cas de l'Espagne, de l'Australie, de la Nouvelle-Zélande, du Brésil ou encore de la Norvège.

## Synopsis
Miloš est un ancien acteur X fauché depuis qu’il a prématurément mis un terme à sa carrière. Il était pourtant, selon son ex-collègue Lejla, plus qu’un simple acteur, un artiste. Lors d’un rendez-vous, elle lui apprend qu’une connaissance souhaiterait l’employer pour un projet pour lequel il se verrait récompensé d’une importante somme d’argent.
Miloš a une femme, Marija, un fils, Petar, et un frère, Marko, policier corrompu attiré par Marija. Un jour, Petar visionne un film de son père et a sa première érection.
Miloš rencontre Vukmir, le contact de Lejla, un producteur charismatique qui ne manque pas d'éloges à son égard. Il propose un contrat visiblement juteux pour ce qu'il considère être un projet révolutionnaire, dont il refuse cependant de donner des détails. D’abord hésitant, Miloš finit par signer le contrat.
Le tournage commence, et ne manque pas de mettre Miloš mal à l’aise. Guidé par Vukmir à travers une oreillette, il déambule dans un orphelinat, filmé par deux gardes. Il est rejoint par une infirmière, puis assiste à une scène de dispute entre une mère et sa fille Jeca. L'infirmière effectue ensuite une fellation sur Miloš tandis qu'un film montrant Jeca qui mange une glace de manière explicite est projeté. La suite du tournage se fait dans une salle obscure dans laquelle la mère vue précédemment se fait frapper par un des gardes, qui lui reproche d’être une prostituée alors qu’elle était mariée à un héros de guerre dénommé Raiko. Puis elle s'avance vers Miloš et lui fait une fellation, mais il interrompt la scène lorsqu’il se rend compte que Jeca les observe. C'est alors que le garde l'étrangle et l'ordonne de frapper la mère qui mord son pénis. Sous la douleur, il s’exécute; elle lâche prise, et finit en le masturbant. À l’issue de la scène, Miloš fait part de son mécontement à Vukmir.
Peu après, Marko apprend à son frère que Vukmir, dont le prénom et le nom de famille sont identiques, a été psychologue dans un orphelinat, puis animateur dans des émissions pour enfants. Il a également travaillé pour l’état serbe, avant de disparaitre au Japon. Passionné de cinéma, il n’a néanmoins pas de filmographie à son actif. Il tente également d'en savoir plus auprès de Lejla, qui le rassure sur le projet.
La nuit, Miloš a un cauchemar. Dans la salle du précédent tournage, il se tient nu devant le corps tuméfié et sans vie de la mère. Alors qu'il s'approche, elle ouvre les yeux et lui attrape le pénis. Puis il entend son fils chanter «Frappe-la, papa, déchire-la… Tonton Vukmir filme…».
Le lendemain, il part annoncer à Vukmir qu’il quitte le projet. Ce dernier tente de le garder et lui montre une vidéo d’une cruauté rare : Raša, un homme de main borgne de Vukmir, aide une femme à accoucher et viole le bébé. Miloš s'en va sous les cris hallucinés de Vukmir qui s’exclame «Newborn porn !» (en français « Porno de nouveau-né ! »). Sur la route, il ressent des vertiges, tandis qu'une émission de radio parle d’un évènement à venir le lendemain, soit le 18 mai. C’est alors qu’à un carrefour, il aperçoit la médecin de Vukmir.
Après un flash d’images gores et sexuelles, Miloš se réveille chez lui, ensanglanté. Confus, il prend connaissance de la date : 21 mai. Il urine du sang. Sa femme et son fils ont disparu. Il se rend alors chez Vukmir. Le lieu est désert, il a cependant des flashs de ce qui s’est passé.
Drogué, Miloš a suivi aveuglément des ordres inhumains. Il se souvient avoir décapité la mère pendant un viol, pour ensuite finir son œuvre sur son cadavre. Écœuré, il se rend dans le bureau de Vukmir et y trouve différentes cassettes qu'il visionne. La première montre Vukmir préparant la scène de crime en parlant à quelqu’un au téléphone. La deuxième montre un des gardes violant Miloš dans son sommeil. La troisième montre une dispute entre Lejla et Vukmir, qui reproche à ce dernier d’avoir drogué Miloš, ce qui aurait diminué ses performances. La quatrième montre Lejla enchaînée, des dents arrachées. Un homme avec une cagoule blanche introduit son pénis dans sa bouche et l’étouffe. Pour finir, une cinquième vidéo, sous forme de flash, montre Miloš aux côtés de Jeca et d'une vieille dame qui le couvre d'éloges et lui demande de s'occuper de la jeune fille. Reprenant ses esprits, il saisit un couteau et menace de se couper le pénis. Il s'enfuit, arrive en ville, puis appelle son frère pour qu’il vienne le récupérer. Il assiste à un harcèlement de rue entre une jeune fille et deux hommes. Il se masturbe alors tout en les regardant puis se fait tabasser par les agresseurs, mais est secouru par Raša qui l'emmène dans un hangar filmer le climax de la production.
Là-bas, Miloš réussit à droguer la médecin avant de se faire administrer la drogue. Il est amené nu sur le plateau de tournage. Au centre d'une grands salle se trouve un lit, sur lequel sont allongées deux personnes dont la tête et le haut du corps sont couverts par des draps. Stimulé par la drogue, il se jette sur les corps qu'il viole tour à tour. Il est très vite rejoint par un second individu, masqué, qui se trouve être Marko. Il découvre alors que son frère est en train de violer sa femme, et lui en train de violer son propre fils. La médecin fait soudain irruption, les vêtements arrachés et sa zone vaginale couverte de sang. Elle tient un tuyau en métal dans sa main : elle s’est masturbée à mort après avoir été droguée. Elle meurt. Fou de rage de ce qu'il vient de découvrir, Miloš tue Vukmir ainsi que les deux gardes. Il achève Raša en lui enfonçant son pénis dans son orbite gauche vide, tandis que Marija tue Marko en lui écrasant la tête avec une statue. Durant son agonie, Vukmir jubile, estimant qu'il s'agit là de vrai cinéma.
Miloš finit par retrouver dans son sous-sol sa femme et son fils, tous deux profondément traumatisés. Il se met d'accord avec sa femme sur un suicide collectif. La famille enlacée dans le lit conjugal, il tire, les tuant tous les trois. Quelque temps après, un second producteur, ainsi que deux gardes, que Miloš avait croisés chez Vukmir, se tiennent près du lit. Un des deux gardes défait sa braguette, se dirige vers les corps tandis que le producteur l'invite à commencer par l'enfant.

## Fiche technique
- Titre original : Српски филм (Srpski film)
- Réalisation : Srdjan Spasojevic
- Scénario : Aleksandar Radivojevic et Srdjan Spasojevic
- Musique : Sky Wikluh
- Photographie : Nemanja Jovanov
- Montage : Darko Simic
- Décors : Nemanja Petrovic
- Costumes : Jasmina Sanader
- Son : Aleksandar Protic
- Production : Srdjan Spasojevic
  - Production exécutive : Dragoljub Vojnov
- Société de production : Contra Film
- Pays d'origine :  Serbie
- Langues originales : serbe, anglais et suédois
- Genre : Horreur, drame, thriller
- Format : couleurs - 2,35:1 - Dolby Digital
- Durée : 104 minutes/102 minutes (version censurée)
- Dates de sortie :
  - États-Unis : 15 mars 2010 (Festival South by Southwest) ; 13 mai 2011 (sortie limitée) ; 25 octobre 2011 (vidéo)
  - Belgique : 16 avril 2010 (Festival international du film fantastique de Bruxelles)
  - Serbie : 16 juin 2010 (Novi Sad)
  - France : 10 septembre 2010 (L'Étrange Festival) ; 7 octobre 2011 (Festival Absurde Séance) ; 19 janvier 2012 (vidéo)
- Classification :
  - États-Unis : NC-17 (version censurée)
  - Québec : interdit aux moins de 18 ans
  - France : interdit aux moins de 18 ans

## Distribution
- Srdjan Todorovic (VF : Julien Chatelet) : Miloš
- Sergej Trifunovic (VF : Fabrice Lelyon) : Vukmir Vukmir
- Jelena Gavrilovic (VF : Valérie Nosrée) : Marija
- Katarina Zutic : Leija
- Slobodan Bestic : Marko
- Ana Sakic : mère de Jeca
- Lena Bogdanovic : la doctoresse
- Luka Mijatovic : Stefan
- Andjela Nenadovic : Jeca
- Nenad Herakovic (VF : Gwen Lebret) : 1er garde du corps
- Carni Djeric : 2e garde du corps
- Miodrag Krcmarik : Rasa
- Lidija Pletl : grand-mère de Jeca
- Tanja Divnic : la gouvernante
- Marina Savic : la prostituée
- Natasa Miljus : la femme enceinte

## Controverses

### Interdictions
Ce film est l'un des plus controversés et obscurs de l'histoire du cinéma. Il a reçu beaucoup d'attention en raison de représentations réalistes de viols, nécrophilie et pédophilie puis de meurtres. Le ministère public serbe a ouvert une enquête pour savoir si le film violait la loi.
En Espagne, la projection a été interdite par un tribunal de San Sebastián comme constituant une « menace pour la liberté sexuelle », interdisant sa présentation au Festival du film d'horreur et de fantastique à San Sebastián de 2010. Après que le film a été présenté en octobre 2010 au Festival international du film de Catalogne, le directeur du festival, Ángel Sala, a été accusé d'avoir présenté de la pédopornographie par un procureur espagnol, lequel a décidé de prendre des mesures en mai 2011 après avoir reçu une plainte d'une organisation catholique portant sur les scènes de viol d'un jeune enfant et d'un nouveau-né ; les accusations ont été abandonnées par la suite.
En Australie, l'avocat plaidant John Rau a déclaré : « C'est grotesque à plusieurs niveaux. Des violences sexuelles abusives, des représentations offensives d'interactions entre des enfants et des adultes et des comportements d'exploitation généralement d'une nature si inhabituelle que je ne peux pas imaginer comment une personne saine d'esprit peut penser que ce film peut être légalement autorisé en Australie-Méridionale. »
Le film a été interdit en Norvège après deux mois de ventes en raison de violation des articles 204a du droit pénal et 382 qui traitent de la représentation sexuelle des enfants et de la violence extrême.

### Réaction du réalisateur
Face aux polémiques, le réalisateur a expliqué ses intentions.
Né en 1976, il avait 15 ans quand les guerres de Yougoslavie ont éclaté. Profondément marqué par les horreurs de ces guerres, il décida de sortir ce film, qu'il expliquera en ces termes : "On nous a volé 15 ans de vie avec la guerre, les gens qui gouvernaient le pays nous ont volé ces années. Nous ne pouvions pas nous exprimer, nous ne pouvions rien faire. Nous étions culturellement morts, comme violés par l'autorité. Le film est la représentation de cette frustration et de toute cette colère enfouie en nous pendant toutes ces années. C'est un exutoire, une manière d'exorciser ces souffrances, cette exploitation dont nous avons été victimes". Dans des interviews ultérieures, le réalisateur a ajouté que le film était "trop soft" et que les gens dans la vraie vie étaient bien pires que ce qu'on pouvait voir dans son film.
Il ajoutera par ailleurs : "Si j'ai des regrets sur ce film ? J'aurais dû le faire plus hardcore".

## Distinctions
- Fantasia Film Festival 2010 : meilleur premier film

Nominations et sélections :
- SXSW Film Festival 2010 : prix du public « Midnight Audience »
- Fright Meter Awards 2011 : meilleur acteur pour Srdjan Todorovic
- Fangoria Chainsaw Awards 2012 : meilleur film en langue étrangère